# Laetitia Kerfa
Laetitia Kerfa surnommée Laeti ou « Original Laeti », née en 1994 à Paris, est une rappeuse auteure-compositrice-interprète française.
Elle est l'héroïne de la saison 2 de la série Validé par Franck Gastambide pour Canal+.

## Biographie
Laetitia Kerfa nait en 1994 et grandit à Paris dans une famille d’ascendance algérienne et guadeloupéenne,.
Elle fait ses premiers raps au sein du collectif Keskiya puis est repérée en 2019 dans Du Sale !, Pièce d'actualité n°12 au théâtre de la Commune à Aubervilliers, où elle joue et rappe aux côtés de la danseuse Janice Bieleu, dans une mise en scène de Marion Siéfert. Ce spectacle, qu'elle a coécrit, est en partie autobiographique. Elle y est notamment l'auteure de ses textes de rap.
Depuis, elle trace sa propre voie musicale avec des raps plus intimistes mettant à nu ses propres contradictions. Son rap, mâtiné de trap et de boom bap, délivre des textes incisifs. Elle prépare la sortie de son premier album pour le début d'année 2022.
En 2021, elle interprète le rôle principal (Lalpha) de la saison 2 de la série Validé par Franck Gastambide sortie le 11 octobre sur Canal+.

## Discographie

### Singles
- 2021 : Rider toute la night[8] Or[9]
- 2022 : La route est longue (avec Kayna Samet)[10]
- 2022 : Je ne t'aime plus
- 2022 : God Bless

### Collaborations
- 2021 : Briller avec Alonzo[11]
- 2021 : Bonhomme
- 2021 : Canapé bleu[12]
- 2021 : Dis-moi avec Soolking[13]
- 2021 : Freestyle 1
- 2021 : Freestyle 2
- 2024 : Tu te vas avec Manu Chao

## Filmographie
- 2021 : Validé (série créée par Franck Gastambide) - Lalpha[2]